# Maratón Hernandarias-Paraná
La Maratón Hernandarias-Paraná es una maratón de natación en aguas abiertas correspondiente al circuito FINA. Es conocida popularmente como La más larga del mundo.

## Historia
El testimonio de la primera
El 21 de febrero de 1965, se corrió por primera vez la Maratón Hernandarias-Paraná, una competencia de 88 kilómetros de extensión sobre las aguas de uno de los ríos más largos del mundo, el Paraná.
El argentino Horacio Iglesias y el egipcio About Heift compartieron el primero lugar con un tiempo de 10 horas, 31 minutos y 41 segundos, seguidos de cerca por el argentino Roberto Reta Seery. Aquella vez la maratón se largó a las 9 de la mañana y su punto de llegada fue la playa del Paraná Rowing Club.
El desenlace
Llegaron palo a palo el egipcio y el argentino, en un nivel tan parejo que terminaron llegando juntos. Fue un final muy reñido y la gente estaba asombrada de observar semejante muestra de hombría y fuerza.
Además de Horacio Iglesias, los otros argentinos que nadaron en esa primera edición de la maratón Hernandarias-Paraná fueron Carlos Larriera, Alfredo Camarero, Roberto Pedro Galmez, Florencio Romero, Jorge Maciel y Milo Medina.
El otro dato anecdótico
El italiano Giulio Travaglio, luego de la competencia conoció una señorita paranaense y decidió radicarse en nuestra ciudad. Recuerdo que era un tipo pintón y se transformó en la atracción de las mujeres. Vivió muchos años en Paraná y lo último que supe de él es que no andaba bien de salud y volvió a Italia.
27 años después
Luego de 27 años se reeditó la Maratón Hernandarias-Paraná, en 1993.
Su experiencia más significativa
El 11 de febrero de 1996 las condiciones climáticas adversas y el fuerte viento que se acentuó durante la jornada, hicieron que a casi 3 horas y media de la largada se suspendiera la Maratón.
La edición de 1996 fue suspendida, sin otorgar clasificación a los nadadores por no haberse completado al menos el 50 por ciento del recorrido total. Finalmente se decidió repartir los premios en partes iguales entre todos los competidores.
A principios de la década de 2000 la cantidad de embarcaciones que acompañaban a los nadadores empezó a decaer, al igual que la cantidad de público que se hacía presente en las barrancas de la costanera de Paraná. La expectativa de la gente dejó de ser la misma de la década de los ´90”.
Entre los recortes de diarios, el Hora Cero y El Diario de Paraná desde el ´93 a la fecha, y las fotos que tomo durante su participación en las distintas ediciones, se observa la pasión de Mario por la natación, las aguas abiertas y sobre todo por el río.
Admite sentirse muy afortunado de haber conocido a muchos y muy buenos nadadores. Menciona y destaca al español David Meca Medina y su rapidez; la humildad del representante local Rolando Valdez, las cualidades de Silvia Dalotto y más cercano en el tiempo la relación con el macedonio Evgenij Pop Acev y su padre con los cuales lo une una linda amistad, a tal punto que el año pasado aceptaron almorzar en su casa.
Elogió a la actual organización de la carrera y a dos de sus integrantes, Andrés Solioz y a Alberto Sampayo, con quien se conoce desde su época de nadador en el Paraná Rowing Club de nuestra ciudad.

## Ganadores
Varones
| Año  | Edición | Ganador                            | País      |
| ---- | ------- | ---------------------------------- | --------- |
| 1965 | I       | Horacio Iglesias/About Heift       | /         |
| 1966 | II      | Giuglio Travaglio                  | Italia    |
| 1993 | III     | Christof Wandratsch                | Alemania  |
| 1994 | IV      | Gregory Streppel                   | Canadá    |
| 1995 | V       | Gregory Streppel                   | Canadá    |
| 1996 | VI      | SUSPENDIDA                         |           |
| 1997 | VII     | Gabriel Chaillou                   | Argentina |
| 1998 | VIII    | David Meca Medina                  | España    |
| 1999 | IX      | Stephane Lecat                     | Francia   |
| 2000 | X       | Stephane Lecat                     | Francia   |
| 2001 | XI      | David Meca Medina                  | España    |
| 2005 | XII     | Petar Stoychev                     | Bulgaria  |
| 2006 | XIII    | Stephane Gómez                     | Francia   |
| 2007 | XIV     | Damián Blaum                       | Argentina |
| 2008 |         | CANCELADA                          |           |
| 2009 | XV      | Damián Blaum                       | Argentina |
| 2010 | XVI     | Damián Blaum                       | Argentina |
| 2011 | XVII    | Andrea Volpini                     | Italia    |
| 2012 | XVIII   | SUSPENDIDA                         |           |
| 2013 | XIX     | Luciano Sales Rubio                | Argentina |
| 2014 | XX      | Iván Afanevich                     | Rusia     |
| 2023 | XXI     | Ibrahim Lautaro Martínez Capdevila | Argentina |

| Año  | Edición | Ganador        | País           |
| ---- | ------- | -------------- | -------------- |
| 1965 | I       | NO HUBO        |                |
| 1966 | II      | NO HUBO        |                |
| 1993 | III     | Karen Burton   | Estados Unidos |
| 1994 | IV      | Anne Chagnaud  | Francia        |
| 1995 | V       | Anne Chagnaud  | Francia        |
| 1996 | VI      | SUSPENDIDA     |                |
| 1997 | VII     | Liza Hasen     | Estados Unidos |
| 1998 | VIII    | Peggy Buchse   | Alemania       |
| 1999 | IX      | Peggy Buchse   | Alemania       |
| 2000 | X       | Edith Van Dijk | Holanda        |
| 2001 | XI      | Edith Van Dijk | Holanda        |
| 2005 | XII     | Britta Kamrau  | Alemania       |
| 2006 | XIII    | Britta Kamrau  | Alemania       |
| 2007 | XIV     | Esther Núñez   | España         |
| 2008 |         | CANCELADA      |                |
| 2009 | XV      | Esther Núñez   | España         |
| 2010 | XVI     | Pilar Geijo    | Argentina      |
| 2011 | XVII    | Pilar Geijo    | Argentina      |
| 2012 | XVIII   | SUSPENDIDA     |                |
| 2013 | XIX     | Pilar Geijo    | Argentina      |
| 2014 | XX      | Pilar Geijo    | Argentina      |